# 오즈촌 (와카야마현)
오즈촌(麻生津村)은 와카야마현 나가군에 설치되었던 촌이다. 현재의 기노카와시 남동부에 해당한다.